# Campionati svizzeri di ski cross 2011
I Campionati svizzeri di ski cross 2011 si sono svolti ad Arosa il 2 aprile. Il programma ha incluso sia la gara femminile che la gara maschile. 
Trattandosi di competizioni valide anche ai fini del punteggio FIS, vi hanno partecipato anche sciatori di altre federazioni, senza che questo consentisse loro di concorrere al titolo nazionale svedese.

## Risultati

### Uomini
| Pos. | Atleta           | Nazione  |
| ---- | ---------------- | -------- |
| 1    | Conradign Netzer | Svizzera |
| 2    | Patrick Gasser   | Svizzera |
| 3    | Armin Niederer   | Svizzera |
| 4    | Alois Mani       | Svizzera |

### Donne
| Pos. | Atleta            | Nazione  |
| ---- | ----------------- | -------- |
| 1    | Fanny Smith       | Svizzera |
| 2    | Emilie Serain     | Svizzera |
| 3    | Franziska Steffen | Svizzera |
| 4    | Stephanie Hartl   | Germania |